# Zou Lunlun
Zou Lunlun (chinesisch 鄒倫倫 / 邹伦伦, Pinyin Zōu Lúnlún) gilt als eine der besten Guzheng-Virtuosen. Sie spielte in den berühmtesten Konzerthallen und Opernhäusern der Welt. Häufig spielt sie für die führenden Personen aus Politik und Wirtschaft.

## Werdegang
Zou wurde in einer Familie erzogen, in der seit vier Generationen Guzheng gespielt wurde. Bereits im Alter von zwei Jahren begann sie das Guzheng-Spiel zu lernen. Die tägliche Arbeit, stundenlange Übungen und ihre Disziplin ermöglichten ihr das Shenyang-Konservatorium, wo sie von den Meistern Zhao Yuzhai, Cao Zheng, Lu Diansheng und der Meisterin Zhang Jinxia unterrichtet wurde, mit den besten Noten abzuschließen.
Nach ihrem Universitätsdiplom im Jahre 1991 wurde sie zur Solo Guzheng Spielerin der Liaoning Dance Troup ernannt. 1995 ging Zou nach Neuseeland um für das Nationalmuseum Neuseelands, die Neuseeländisch-Chinesische Freundschaftsgesellschaft, „Orient Express Radio“, „Page 90“ Gallery of Porirua und die Genghis Khan Cultural Heritage Exhibition zu spielen. Zwei Jahre später erhielt sie eine Einladung vom Präsidenten Neuseelands, die Eröffnungszeremonie des Asian Arts Festival im Regierungsgebäude zu spielen. Im Jahre 1999 spielte Zou Lunlun für Jiang Zemin während seines Besuchs in Sydney.
Zou Lunlun gewann zahlreiche Preise und Auszeichnungen. Sie tourt regelmäßig durch größere Städte in China, Neuseeland und Australien und macht Aufnahmen für Radio und Fernsehen. Während ihres Aufenthaltes in Australien gründete Zou „3 Sisters“ – eine Gruppe, die traditionelle chinesische Musik spielt, auch zusammen mit dem East-West Symphony Orchestra im Sydney Opera House.
Wegen ihrer Liebe zur Musik bemüht sich Zou Lunlun leidenschaftlich, das reiche chinesische und asiatische Kulturerbe innerhalb und außerhalb Chinas bekannt zu machen.
Neben ihren Auftritten unterrichtet Zou Lunlun auch in Hongkong.